# Paul Dolan

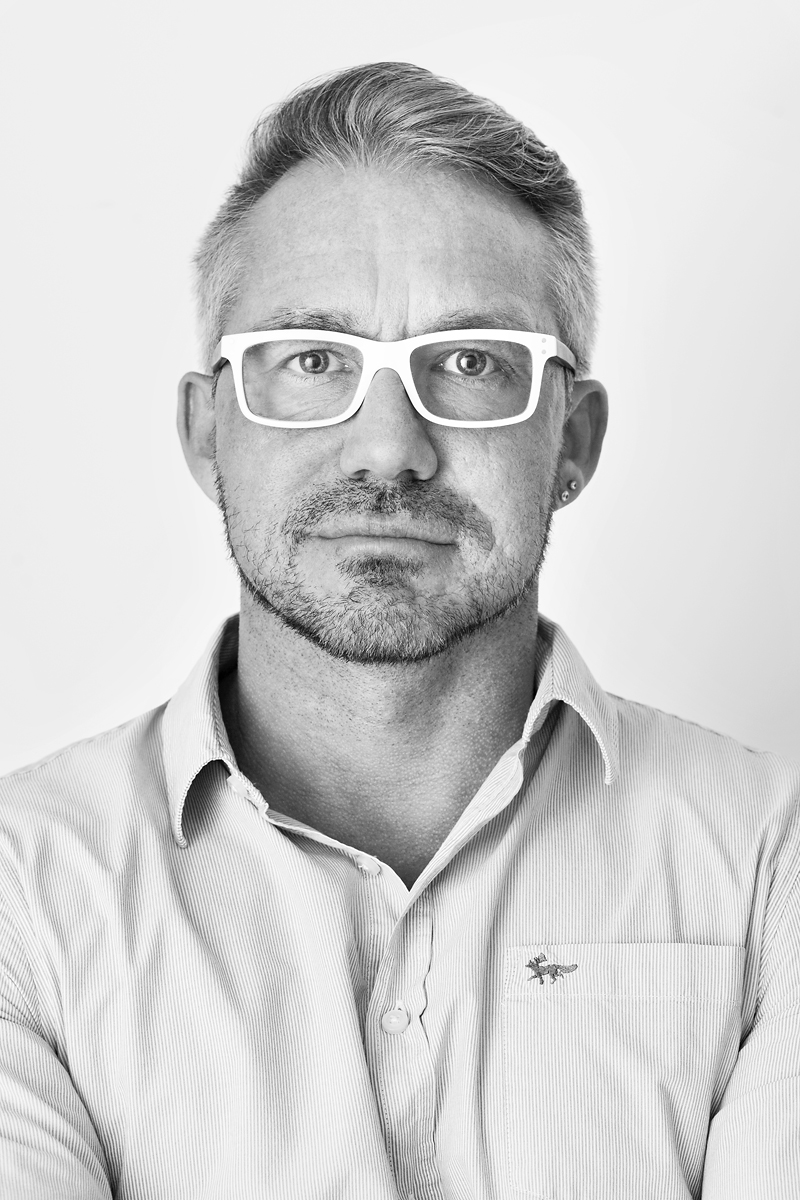
Paul Dolan (2013)

Paul Dolan (* 10. Mai 1968 in London) ist ein britischer Psychologe. Er ist Professor am Institut Psychological and Behavioural Science der London School of Economics and Political Science, das er seit 2017 als Head of Department leitet.

## Leben und Wirken
Paul Dolan machte 1989 seinen Bachelor of Science an der Swansea University, 1991 den Master an der University of York und dort 1997 auch seinen D.Phil.
Zu seinen Forschungsschwerpunkten gehören sind die ökonomische Glücksforschung (vgl. Subjektives Wohlbefinden), Verhaltensökonomik und Public Policy.
2002 gewann er den Philip Leverhulme Prize für seine Beiträge zu Gesundheitsökonomie, insbesondere für seine Arbeiten zum QALY-Konzept.
Er war zeitweise Mitglied im „Behavioural Insights Team“ des britischen Kabinetts, das die Regierung zur Umsetzung von Konzepten aus der Verhaltensforschung in Wirtschaft und Politik berät. Im Zuge dessen (vgl. Nudge-Bewegung) erstellte er unter anderem das Mindspace-Konzept als Maßnahmenkatalog für die Politikberatung in den Bereichen Gesundheit, Finanzen und Klimawandel.

## Schriften
- Happiness by Design. Finding pleasure and purpose in everyday life. Penguin Books, London 2014, ISBN 978-0-14-197753-9.
- mit Jan Abel Olsen: Distributing health care. Economic and ethical issues. Oxford University Press, New York NY u. a. 2002, ISBN 0-19-263253-1.